# جیم بریسکو
جیم بریسکو (انگلیسی: Jim Briscoe؛ ۱۴ اکتبر ۱۹۲۳ – ۲۷ اوت ۲۰۱۴) بازیکن فوتبال اهل بریتانیا بود.
از باشگاه‌هایی که در آن بازی کرده‌است می‌توان به باشگاه فوتبال شفیلد ونزدی اشاره کرد.